# La Jubaudière
La Jubaudière és un municipi francès situat al departament de Maine i Loira i a la regió de País del Loira. L'any 2007 tenia 1.188 habitants.

## Demografia

### Població
El 2007 la població de fet de La Jubaudière era de 1.188 persones. Hi havia 461 famílies de les quals 96 eren unipersonals (46 homes vivint sols i 50 dones vivint soles), 165 parelles sense fills, 177 parelles amb fills i 23 famílies monoparentals amb fills.
La població ha evolucionat segons el següent gràfic:
Habitants censats

### Habitatges
El 2007 hi havia 482 habitatges, 465 eren l'habitatge principal de la família, 7 eren segones residències i 10 estaven desocupats. 467 eren cases i 15 eren apartaments. Dels 465 habitatges principals, 375 estaven ocupats pels seus propietaris, 86 estaven llogats i ocupats pels llogaters i 3 estaven cedits a títol gratuït; 3 tenien una cambra, 13 en tenien dues, 45 en tenien tres, 103 en tenien quatre i 300 en tenien cinc o més. 383 habitatges disposaven pel capbaix d'una plaça de pàrquing. A 184 habitatges hi havia un automòbil i a 261 n'hi havia dos o més.

### Piràmide de població
La piràmide de població per edats i sexe el 2009 era:
| Homes | Edats   | Dones |
| ----- | ------- | ----- |
| 0     | 95 o +  | 0     |
| 1     | 90 a 94 | 4     |
| 10    | 85 a 89 | 7     |
| 2     | 80 a 84 | 12    |
| 20    | 75 a 79 | 8     |
| 12    | 70 a 74 | 10    |
| 10    | 65 a 69 | 21    |
| 18    | 60 a 64 | 21    |
| 24    | 55 a 59 | 22    |
| 35    | 50 a 54 | 35    |
| 45    | 45 a 49 | 36    |
| 45    | 40 a 44 | 53    |
| 48    | 35 a 39 | 41    |
| 40    | 30 a 34 | 45    |
| 44    | 25 a 29 | 47    |
| 47    | 20 a 24 | 25    |
| 64    | 15 a 19 | 50    |
| 52    | 10 a 14 | 60    |
| 49    | 5 a 9   | 24    |
| 27    | 0 a 4   | 42    |

## Economia
El 2007 la població en edat de treballar era de 788 persones, 621 eren actives i 167 eren inactives. De les 621 persones actives 582 estaven ocupades (310 homes i 272 dones) i 39 estaven aturades (22 homes i 17 dones). De les 167 persones inactives 84 estaven jubilades, 41 estaven estudiant i 42 estaven classificades com a «altres inactius».

### Ingressos
El 2009 a La Jubaudière hi havia 483 unitats fiscals que integraven 1.280 persones, la mediana anual d'ingressos fiscals per persona era de 16.344 €.

### Activitats econòmiques
Dels 33 establiments que hi havia el 2007, 1 era d'una empresa alimentària, 4 d'empreses de fabricació d'altres productes industrials, 9 d'empreses de construcció, 5 d'empreses de comerç i reparació d'automòbils, 2 d'empreses d'hostatgeria i restauració, 2 d'empreses financeres, 3 d'empreses immobiliàries, 3 d'empreses de serveis, 1 d'una entitat de l'administració pública i 3 d'empreses classificades com a «altres activitats de serveis».
Dels 13 establiments de servei als particulars que hi havia el 2009, 1 era un paleta, 3 guixaires pintors, 3 fusteries, 2 lampisteries, 2 perruqueries i 2 restaurants.
Dels 2 establiments comercials que hi havia el 2009, 1 era una botiga de menys de 120 m² i 1 una fleca.
L'any 2000 a La Jubaudière hi havia 22 explotacions agrícoles que ocupaven un total de 598 hectàrees.

## Equipaments sanitaris i escolars
El 2009 hi havia una escola elemental.

## Poblacions més properes
El següent diagrama mostra les poblacions més properes.